# Loxofidonia rufescens
Loxofidonia rufescens là một loài bướm đêm trong họ Geometridae.